# NGC 2179
NGC 2179 (другие обозначения — ESO 555-38, MCG -4-15-11, IRAS06059-2144, PGC 18453) — галактика в созвездии Заяц.
Этот объект входит в число перечисленных в оригинальной редакции «Нового общего каталога».
Лучшая модель галактики имеет сплюснутый вращающийся балдж, тонкий галактический диск и псевдо-изотермальное гало. Отношение массы к светимости в галактике составляет 4,5 и достигает 7,5.